# Bijayalpura
Bijayalpura – gaun wikas samiti w środkowej części Nepalu w strefie Dźanakpur w dystrykcie Mahottari. Według nepalskiego spisu powszechnego z 2001 roku liczył on 1205 gospodarstw domowych i 6924 mieszkańców (3419 kobiet i 3505 mężczyzn).